# André de Longjumeau
André de Longjumeau (... – XIII secolo) è stato un missionario e diplomatico francese appartenente all’ordine domenicano.
de Longjumeau fu uno dei diplomatici occidentali più attivi in Oriente nel XIII secolo. Condusse due ambasciate presso i Mongoli: la prima per portare lettere di papa Innocenzo IV e la seconda per portare doni e lettere di Luigi IX di Francia a Güyük Khan. Conosceva bene il Medio Oriente e parlava arabo e "caldeo" (probabilmente il siriaco o il persiano).

## La traslazione della Corona di Spine

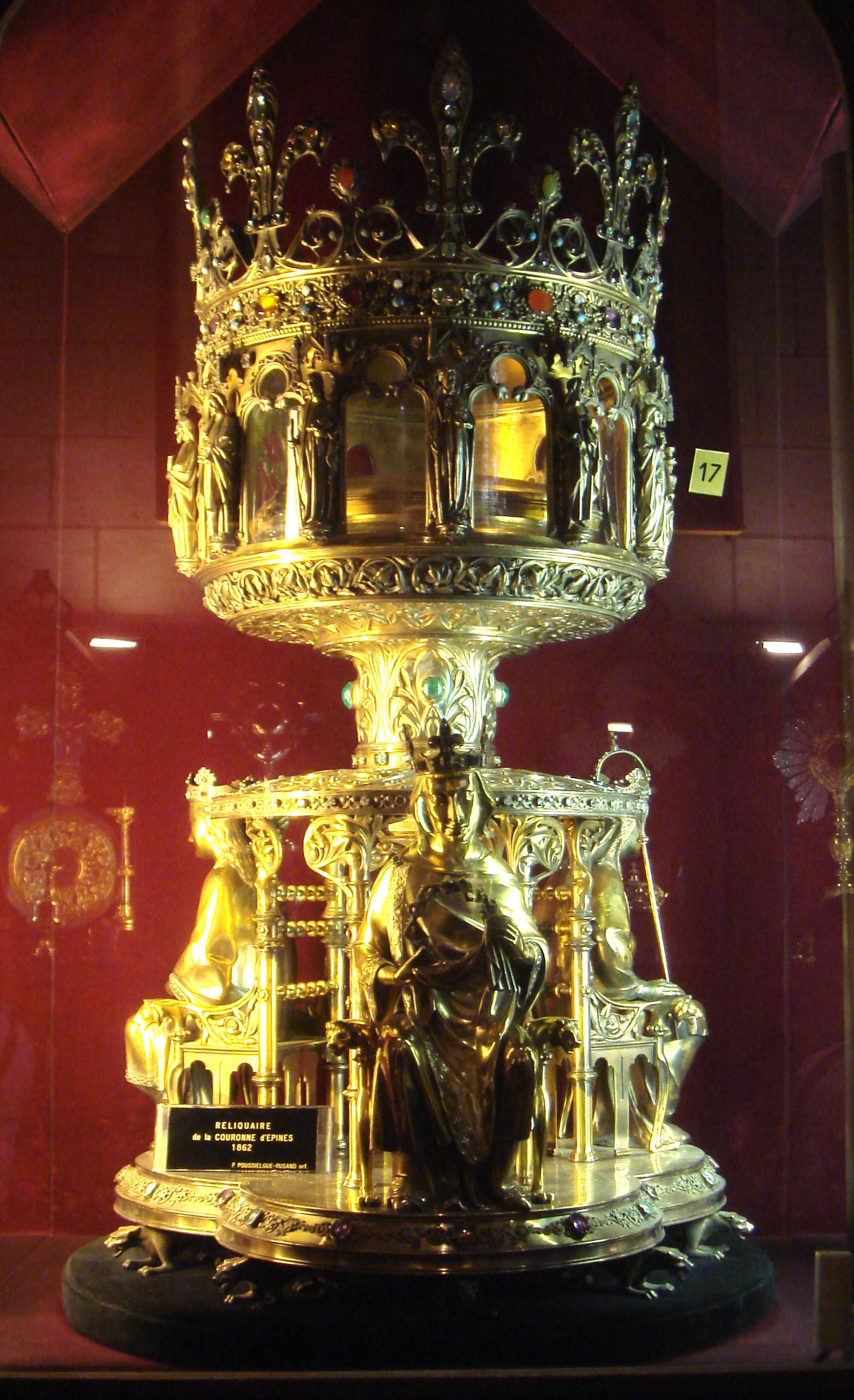
André andò a Costantinopoli per recuperare la Corona di spine che Luigi IX aveva acquistato da Baldovino II. La preziosa reliquia è oggi custodita in un reliquiario del XIX secolo, conservato nella Cattedrale di Notre Dame a Parigi.

La prima missione di André in Oriente gli venne affidata da Luigi IX. Il re lo incaricò di recarsi a Costantinopoli, accompagnato da un suo confratello di nome Jacques, per recuperare la Corona di spine che aveva acquistato da Baldovino II imperatore di Costantinopoli nel 1238. La Corona di spine è oggi conservata in un reliquiario del XIX secolo custodito nella Cattedrale di Notre-Dame a Parigi.

## Missione papale presso i Mongoli (1245-1247)
André de Longjumeau guidò una delle quattro missioni inviate ai mongoli da papa Innocenzo IV. Lasciò Lione per il Levante nella primavera del 1245. Visitò i principati musulmani in Siria e incontrò i rappresentanti delle chiese nestoriane e giacobite in Persia, consegnando infine la corrispondenza papale a un generale mongolo vicino a Tabriz. A Tabriz, André de Longjumeau incontrò un monaco dell'Estremo Oriente, Simeon Rabban Ata, che era stato incaricato dal Khan di proteggere i cristiani nel Medio Oriente.

## Seconda missione presso i Mongoli (1249-1251)
Al campo mongolo vicino a Kars André aveva incontrato un certo David, che nel dicembre 1248 si presentò alla corte del re Luigi IX di Francia a Cipro. André, che si trovava con il re, tradusse il messaggio di David, un'offerta di alleanza da parte del generale mongolo Eljigidei, e una proposta di attacco congiunto alle potenze islamiche della Siria. In risposta a questa richiesta, il sovrano francese inviò André come ambasciatore presso Güyük Khan; accompagnarono Longjumeau suo fratello Jacques (anch'egli domenicano), un altro frate domenicano, di nome Guglielmo, John Goderiche, Giovanni di Carcassonne, Herbert Le Sommelier, Gerbert di Sens e altri.
L’ambasceria partì il 16 febbraio 1249, con lettere di re Luigi e del legato pontificio, e ricchi doni tra i quali una tenda rivestita di stoffa scarlatta e ricamata con immagini sacre. Da Cipro approdarono al porto di Antiochia in Siria e da lì raggiunsero dopo un anno di viaggio la corte del Khan, percorrendo dieci leghe (55,56 km) al giorno. L'ambasceria attraversò la Persia, le coste meridionali e orientali del Mar Caspio, e passò per Talas, a nord-est di Tashkent.
Al suo arrivo nella corte mongola - sul fiume Imyl (vicino al lago Alakol e all'attuale frontiera russo-cinese dell'Altaj), o più probabilmente a Karakorum, a sud-ovest del lago Bajkal - André seppe che Güyük Khan era morto da poco, probabilmente avvelenato da agenti di Batu Khan. La vedova reggente Oghul Qaimish (la "Camus" di cui parla Guglielmo di Rubruck) ricevette l'ambasceria e la licenziò con doni e una lettera rivolta a Luigi IX. Prima che il frate abbandonasse la Tartaria, Munke era stato eletto successore di Güyük.
Il rapporto di André al sovrano, che egli raggiunse nel 1251 a Cesarea in Palestina, è un misto di storia e favola. Elementi leggendari sono evidenti nel racconto dell'ascesa dei Mongoli e delle lotte del loro capo Gengis Khan con il prete Gianni; e ancor più nell'individuazione della patria originaria dei Mongoli, posta vicino alla prigione di Gog e Magog. D'altra parte, il resoconto dell'ambasciatore sui costumi dei mongoli è abbastanza accurato, e le sue dichiarazioni sul cristianesimo mongolo e sulla sua prosperità, sebbene forse esagerate, sono basate su dati di fatto.

## Morte
La data e il luogo della morte di André sono sconosciuti.
Sappiamo di André attraverso i riferimenti che si trovano nelle opere di altri scrittori: in particolare Guglielmo di Rubruck in Recueil de voyages, iv. (Paris, 1839), pp. 261, 265, 279, 296, 310, 353, 363, 370; Joinville, ed. Francisque Michel (1858, etc.), pp. 142, etc.; Jean Pierre Sarrasin, nello stesso volume, pp. 254–235; Guillaume de Nangis in Recueil des historiens des Gaules, xx. 359–367; Rémusat, Mémoires sur les relations politiques des princes chrétiens… avec les… Mongols (1822, etc.), p. 52.